# باولو نونيز
باولو نونيز (بالبرتغالية: Paulo Nunes‏) (30 أكتوبر 1971 في البرازيل - ) هو لاعب كرة قدم برازيلي في مركز الهجوم. شارك مع منتخب البرازيل تحت 20 سنة لكرة القدم ومنتخب البرازيل لكرة القدم. أما مع النوادي، فقد لعب مع غريميو بورتو أليغرينزي ونادي النصر ونادي بالميراس ونادي بنفيكا ونادي غاما ونادي فلامنغو ونادي كورينثيانز ونادي موجي ميريم.

## وصلات خارجية
- باولو نونيز على موقع الاتحاد الأوربي (الإنجليزية)
- باولو نونيز على موقع قاعدة بيانات كرة القدم.إي يو (الإنجليزية)
- باولو نونيز على موقع ناشيونال فوتبول تيمز (الإنجليزية)